# Patacochi
Patacochi (auch: Pata Cochi oder Pata Khuchi) ist eine Ortschaft im Departamento Potosí im südamerikanischen Andenstaat Bolivien.

## Lage im Nahraum
Patacochi liegt in der Provinz Chayanta und ist der größte Ort im Cantón Tacarani im Municipio Pocoata. Die Ortschaft liegt weit im Norden des Municipios auf einer Höhe von 3346 m an einem nach Süden ausgerichteten Hang oberhalb des Río Chayanta, der ein Zufluss zum bolivianischen Río Grande ist.

## Geographie
Patacochi liegt im zentralen westlichen Abschnitt der bolivianischen Cordillera Central, die sich als Teil der östlichen Anden-Kette zwischen dem Altiplano im Westen und dem bolivianischen Tiefland im Osten erstreckt. Das Klima der Region ist ein typisches Tageszeitenklima, bei dem die mittleren Temperaturen im Tagesverlauf stärker schwanken als im Jahresverlauf.
Die mittlere Jahresdurchschnittstemperatur liegt bei 12 °C, die Monatsdurchschnittswerte schwanken zwischen knapp 9 °C im Juli und knapp 15 °C im November (siehe Klimadiagramm Pocoata). Der Jahresniederschlag beträgt nur 450 mm und fällt vor allem in den Sommermonaten, die Trockenzeit mit Monatswerten von maximal 20 mm dauert von April bis Oktober.

## Verkehrsnetz
Patacochi liegt in einer Entfernung von 232 Straßenkilometern nördlich von Potosí, der Hauptstadt des Departamentos.
Von Potosí aus führt die Nationalstraße Ruta 1 in nordwestlicher Richtung bis Cruce Culta (früher: Ventilla) und weiter über Oruro Richtung La Paz und den Titicacasee. In Cruce Culta zweigt eine unbefestigte Landstraße nach Norden ab und erreicht nach 38 Kilometern die Ruta 6, zwei Kilometer nördlich der Ortschaft Macha. Von Macha aus führt eine unbefestigte Landstraße nach Nordosten den Río Jachcha Kallpa aufwärts, überquert den Fluss nach acht Kilometern, und erreicht nach insgesamt 20 Kilometern das 600 Meter höher gelegene Colquechaca.
Von Colquechaca führt eine Straße in anfangs westlicher, später nordwestlicher Richtung in das 22 Kilometer entfernte Colca Pampa. Sechs Kilometer hinter Colca Pampa durchquert die Straße den Ort Chiaraque, durchquert nach zwölf weiteren Kilometern den Río Chayanta und erklimmt auf den folgenden fünf Kilometern den Hang bis Cenajo. Nach vier Kilometern führt die Straße vorbei an Tuscufaya, berührt nach zwei weiteren Kilometern Tejori und führt weiter nach Tomoyo. Die Ortschaft Patacochi ist von Tuscafaya aus nur zu Fuß zu erreichen, man bewegt sich zuerst drei Kilometer in östlicher Richtung, durchquert dann einen Fluss und erreicht Collpakasa nach insgesamt fünf Kilometern. Von dort sind es noch einmal fünf Kilometer in südlicher Richtung, wobei ein 4000 Meter hoher Höhenrücken überwunden werden muss, bevor es auf schmalen Pfaden hinab in das 3346 Meter hoch gelegene Patacochi geht.

## Bevölkerung
Die Einwohnerzahl der Ortschaft ist in dem Jahrzehnt zwischen den beiden letzten Volkszählungen nahezu unverändert geblieben:
| Jahr | Einwohner         | Quelle       |
| ---- | ----------------- | ------------ |
| 1992 | keine Detaildaten | Volkszählung |
| 2001 | 124               | Volkszählung |
| 2012 | 122               | Volkszählung |
| 2024 |                   | Volkszählung |

Die Region weist einen deutlichen Anteil an Quechua-Bevölkerung auf, im Municipio Pocoata sprechen 81 Prozent der Bevölkerung Quechua.